# 5687 (année hébraïque)
5687 (hébreu : ה'תרפ"ז , abbr. : תרפ"ז) est une année hébraïque qui a commencé à la veille au soir du 9 septembre 1926 et s'est finie le 26 septembre 1927. Cette année a compté 383 jours. Ce fut une année embolismique dans le cycle métonique, avec deux mois de Adar - Adar I et Adar II. Ce fut la troisième année depuis la dernière année de chemitta.

## Calendrier
Ce calendrier hébraïque de l'année 5687 donne les correspondances avec les dates du calendrier grégorien.
Le premier nombre dans chaque case correspond au jour du mois hébraïque. Les jours en couleurs sont des jours remarquables juifs .
| ◄◄ | 5687 | ►► |

## Naissances
- Rafael Eitan (homme politique)
- Vernon L. Smith

## Décès
- Ahad Ha'Am
- Nosson Tzvi Finkel

5682 - 5683 - 5684 - 5685 - 5686 - 5687 - 5688 - 5689 - 5690 - 5691 - 5692